# Pseudomiopteryx columbica
Pseudomiopteryx columbica es una especie de mantis de la familia Thespidae.

## Distribución geográfica
Se encuentra en Colombia y Venezuela.